# Gustav Roth (Indologe)
Gustav Roth (* 22. Januar 1916 in Breslau; † 6. Juni 2008 in Lenglern) war ein deutscher Indologe.

## Leben
Roth legte 1935 sein Abitur am König-Wilhelm-Gymnasium in Breslau ab. Danach studierte er ab 1935 (unmittelbar 1935 und ganzjährig 1936 unterbrochen durch eine Tätigkeit im Arbeitsdienst, so dass er mit dem Vorlesungsbesuch erst 1937 beginnen konnte) Indologie zunächst an der Universität Breslau und dann ab 1939 in Leipzig und 1941 in Halle (Saale). In seiner Breslauer Zeit wurde er Mitglied des dortigen Corps Silesia. Im Zweiten Weltkrieg war er zunächst als Lehrer für Persisch an einer Dolmetscherschule der Wehrmacht in Meißen tätig und wurde dann nach Bordeaux versetzt, wo er von Januar 1944 bis zum Kriegsende Dolmetscher für Hindustani und Panjabi beim dort stationierten indischen Freiheitscorps Azad Hind Fauj war, das er bereits während der Zeit in Königsbrück betreut hatte. 1949 immatrikulierte er sich an der Universität München. Das Studium schloss er 1952 mit der Promotion zum Doktor der Philologie ab. Von 1953 bis 1960 hielt er sich zu wissenschaftlichen Studien in Indien sowie in Nepal auf. Nach seiner Rückkehr war er als Akademischer Rat am Indologischen Seminar der Universität Göttingen beschäftigt, wo er bis zu seiner Pensionierung 1981 blieb. Von 1982 bis 1985 lebte Roth als Leiter des Shri Nava Nalanda Mahavihara Instituts in Bihar in Indien, bevor er endgültig nach Deutschland zurückkehrte. Die wissenschaftliche Lebensleistung von Roth wurde durch mehrere Festschriften zu seinen Ehren gewürdigt.

## Schriften
- Indian Studies. Delhi 1986. (= Bibliotheca Indo Buddhica, 32.)
- World politics and the Orient: in connection with the flight of a German pilot from Berlin to Bagdad in November 1917. Patna (Indien) 2002.